# Ils ne voudront pas me croire
Pour plus de détails, voir Fiche technique et Distribution.
Ils ne voudront pas me croire (titre original : They Won't Believe Me) est un film noir américain réalisé par Irving Pichel, sorti en 1947.

## Synopsis
En procès pour le meurtre de sa petite amie, Larry Ballentine, courtier en valeurs mobilières, prend la parole pour clamer son innocence et décrire la séquence d'événements réelle mais improbable, qui a conduit à sa mort.

## Fiche technique
- Titre : Ils ne voudront pas me croire
- Titre original : They Won't Believe Me
- Réalisation : Irving Pichel
- Scénario : Jonathan Latimer d'après un roman de Gordon McDonell
- Production : Joan Harrison et Jack J. Gross producteur exécutif
- Société de production : RKO Pictures
- Musique : Roy Webb
- Photographie : Harry J. Wild
- Montage : Elmo Williams
- Direction artistique : Robert F. Boyle et Albert S. D'Agostino
- Décorateur de plateau : William Magginetti et Darrell Silvera
- Costumes : Edward Stevenson
- Pays d'origine :  États-Unis
- Langue : anglais
- Format : noir et blanc - 35 mm - 1,37:1 - mono (RCA Sound System)
- Genre : drame, film noir
- Durée : 95 minutes
- Date de sortie : 
  - États-Unis : 16 juillet 1947
  - France : 23 novembre 1949

## Distribution
- Susan Hayward : Verna Carlson
- Robert Young : Larry Ballentine
- Jane Greer : Janice Bell
- Rita Johnson : Greta Ballentine
- Tom Powers : Trenton
- George Tyne : Lieutenant Carr
- Don Beddoe : Thomason
- Frank Ferguson : M. Cahill, avocat de la défense
- Harry Harvey : Juge Charles Fletcher
- Byron Foulger : Harry Bascomb